# شیوای (فیلم)
شیوای (به هندی: Shivaay) فیلمی محصول سال ۲۰۱۶ و به کارگردانی اجی دیوگن است. در این فیلم بازیگرانی همچون اجی دیوگن، سایشا سایگال، اریکا کار، ابیگل ایمز، ویر داس، گیریش کارناد، سراب شوکلا ایفای نقش کرده‌اند.